# Пелетлия
Пелетлия (на румънски: Săcele, Съчеле) е село в румънския жудец (окръг) Кюстенджа. Селото се намира на около 40 километра северно от центъра на жудеца град Кюстенджа. На около 7 километра на изток от селото е брега на Черно море. В Село Съчеле е роден румънският футболист Георге Хаджи.

## История
До 1940 година в Пелетлия има българско население, което се изселва в България по силата на подписаната през септември същата година Крайовската спогодба.